# Comuna Sușivți, Bilohirea
Sușivți (în ucraineană Сушівці) este o comună în raionul Bilohirea, regiunea Hmelnîțkîi, Ucraina, formată din satele Sușivți (reședința) și Vodîcikî.

## Demografie
Componența lingvistică a comunei Sușivți
     Ucraineană (99,82%)
     Alte limbi (0,18%)
Conform recensământului din 2001, majoritatea populației comunei Sușivți era vorbitoare de ucraineană (99,82%), existând în minoritate și vorbitori de alte limbi.